# راز شب بارانی
راز شب بارانی فیلمی به کارگردانی و نویسندگی سیامک اطلسی ساختهٔ سال ۱۳۷۹ است.

## بازیگران
| بازیگر        | نقش             |
| ------------- | --------------- |
| فرهاد مهادیان | دکتر مسعود حداد |
| شقایق فراهانی | راضیه ملک       |
| سیامک اطلسی   | اسماعیل جنامی   |
| حسن شیرزاد    | دکتر صیرفی      |
| مرتضی فیروزی  | قاضی            |
| اشکان قاسمی   | یوسف            |
| آمنه کیوانی   | هانیه           |
| سمیه حسنی     | منیرو           |
| رمضان امیری   | لافتی           |
| ناصر فدافیان  | عبدو            |
| رسول قدر بلند | تاتار           |